# Alfred Harrison Joy
Pour les articles homonymes, voir Joy.
Alfred Harrison Joy (23 septembre 1882, Greenville dans l'Illinois – 18 avril 1973, Pasadena en Californie) était un astronome principalement connu pour son travail sur les distances stellaires, les vitesses radiales des étoiles et les étoiles variables.

## Jeunesse
Il est né à Greenville (Illinois), fils de F.P. Joy, un marchand de vêtements important de Greenville et maire de la ville pendant quelque temps. Il obtint un BA au Greenville College en 1903 et un MA au Oberlin College l'année suivante.

## Carrière
Après avoir obtenu son diplôme, Joy alla travailler à l'université américaine de Beyrouth dans le Collège Protestant Syrien comme professeur d'astronomie et directeur de l'observatoire. Il fut forcé de retourner aux États-Unis en 1915 à cause de la Première Guerre mondiale.
Aux États-Unis, il travailla à l'observatoire du Mont Wilson de 1915 à 1952. Là, lui et ses collègues précisèrent le type spectral, la magnitude absolue, et la distance de plus de 5000 étoiles. Joy fut le premier à définir le type d'étoiles variables T Tauri. Il étudia le déplacement Doppler des raies spectrales d'étoiles pour déterminer leur vitesse pour en déduire leur dimension absolue et leur masse, ainsi que les éléments orbitaux de certaines étoiles spécifiques. 
Il fut président de l'Astronomical Society of the Pacific en 1931 et en 1939.

## Récompenses et distinctions
- Lauréat de la médaille Bruce en 1950
- Un cratère lunaire et l'astéroïde (11769) Alfredjoy ont été nommés en son honneur.